# Charaxes gazanus
Charaxes gazanus är en fjärilsart som beskrevs av Van Someren 1967. Charaxes gazanus ingår i släktet Charaxes och familjen praktfjärilar. Inga underarter finns listade i Catalogue of Life.